# 閃緑岩

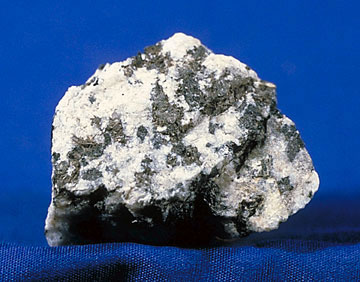
閃緑岩

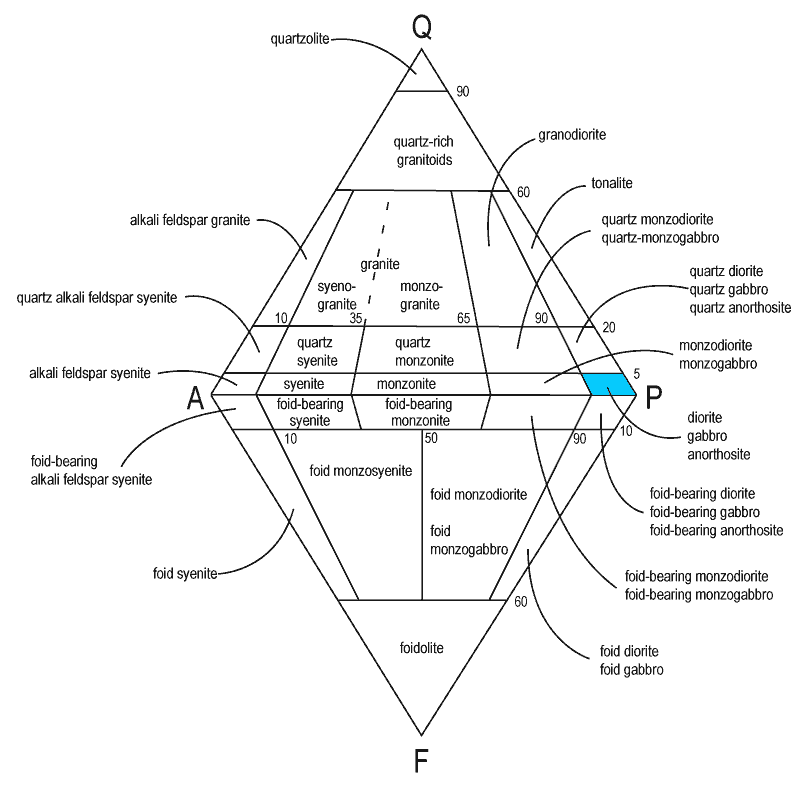
深成岩のQAPF図;
Q:石英、A:アルカリ長石、P:斜長石、F:準長石

閃緑岩（せんりょくがん、英語: diorite）は、深成岩のうち、主成分である無色鉱物が斜長石で、輝石、角閃石などの有色鉱物を比較的多く含む（約30%）ものを指す。火山岩の安山岩に対応する。
花崗岩より黒っぽいが、斑れい岩ほどは黒くはない。

## 石英閃緑岩
石英を含むものは石英閃緑岩（せきえいせんりょくがん、quartz diorite）と呼び厳密には区別するが、ほとんどの閃緑岩は石英を含み、石英を含まない純粋な閃緑岩はまず産出しない。

## 球状閃緑岩
閃緑岩の一種で、斜長石を主成分とした無色鉱物の部分と、角閃石や黒雲母などから成る有色鉱物が交互に晶出して同心円状もしくは放射状の構造を呈したものを球状閃緑岩（きゅうじょうせんりょくがん、ball diorite）と呼ぶ。
球状閃緑岩の日本での産出は稀である。宮城県白石市で産出されたものは菊面石とも呼ばれ、1923年（大正12年）3月7日に国の天然記念物に指定されている。江戸時代の奇石収集家・本草学者である木内石亭が記した「雲根志」（うんこんし）には「ナンダモンダ」という名で記載されている。